# 江戸川スイートエージェンシー
『江戸川スイートエージェンシー』（えどがわスイートエージェンシー）は、弓長九天による日本の4コマ漫画作品。芳文社の『まんがタイムジャンボ』において2009年2月号から2012年11月号まで連載。

## 概要
調査や護衛だけでなく、犯罪組織の殲滅などどんな仕事でも引き受ける江戸川ユーティリティー（以下、ユーティリティー）にアルバイトで入った大学生の山城郁巳が、変わり者の女性所長・江戸川瞳やエージェント・大西さんに振り回されるコメディ漫画である。

## 登場人物
登場人物の説明については『江戸川スイートエージェンシー』第1-2巻を元に記述した。
山城郁巳（やましろ いくみ）
大学生（専攻は工学部）。ユーティリティーにアルバイトで入社。一応は主人公であるが、一人で話を進めることが出来ない微妙な立場にいる。所長の瞳やエージェントの大西にもっぱら弄られ、振り回されっぱなしである。
江戸川瞳（えどがわ ひとみ）
ユーティリティー所長。眼鏡美人。有能な女性ではあるが、パンツやお尻を賞賛したり、仕事の際にはパンツやシュールストレミングを武器にするなど、相当変わり者で郁巳を弄りまくっている。大型二輪の運転免許を所持している。
大西（おおにし）
ユーティリティーのエージェント。年配。瞳が子供の頃からの知り合いで、瞳の性格を熟知している。瞳と同様に郁巳を弄りまくっている。
藤野香子（ふじの こうこ）　
瞳の友人。書店の店員であるが、ユーティリティーにおける大きな仕事はなぜか、香子が勤める書店を通じて入っており、依頼の書類や報告書の受け渡しのために事務所によく出入りしている。
リカちゃん社長
香子が勤める書店の社長。瞳は社長と知り合いで、大西さん曰く「アホ社長」とのこと。
銀行強盗の兄妹
4コマ版の本作品が始まる前年に掲載されたストーリー漫画版に登場。銀行強盗という重罪を犯したにもかかわらず、なぜか釈放され、郁巳のアパートに居候するようになった。

## 単行本
- 弓長九天『江戸川スイートエージェンシー』 芳文社〈まんがタイムコミックス〉、既刊2巻
  1. 2010年5月22日第1刷発行（2010年5月7日発売[1]）、ISBN 978-4-8322-6850-0
  2. 2011年11月22日第1刷発行（2011年11月7日発売[1]）、ISBN 978-4-8322-5022-2